# Aix-en-Issart
Aix-en-Issart är en kommun i departementet Pas-de-Calais i regionen Hauts-de-France i norra Frankrike. Kommunen ligger i kantonen Campagne-lès-Hesdin som tillhör arrondissementet Montreuil. År 2022 hade Aix-en-Issart 267 invånare.

## Befolkningsutveckling
Antalet invånare i kommunen Aix-en-Issart
| Referens: INSEE |